# 포츠머스 조약
포츠머스 조약(일본어: ポーツマス条約 포쓰마스조야쿠[*], 러시아어: Портсмутский мирный договор 포르츠무츠키 미르니 도고보르[*], 영어: Treaty of Portsmouth)은 1905년 9월 5일 시어도어 루스벨트 미국의 대통령의 중재로 미국 뉴햄프셔주에 있는 군항 도시 포츠머스에서 일본 제국의 전권외상 고무라 주타로와 러시아 제국의 재무장관 세르게이 비테 간에 맺은 러일 전쟁의 강화 조약이다. 러일 강화 조약이라고도 불린다. 미국 동부 뉴햄프셔주의 항구 도시 포츠머스 시에서 회담이 이뤄졌으며, 조약 내용을 협상한 회의(8월 10일부터)를 포츠머스 회의, 러일 강화 회의, 포츠머스 강화 회의 등으로 부른다. 시어도어 루스벨트 미국 대통령은 이 조약의 주선으로 노벨 평화상을 수상하였다.
조선은 병자호란 이후 청나라의 영향력 아래 있었다. 그러나, 개항 이후 청나라, 러시아 제국, 일본 제국이 조선에 대한 종주권을 놓고 다투었는데, 일본 제국이 1895년 청일 전쟁에서 승리한 데 이어 러일 전쟁에서도 1905년 3월 60만 이상의 대규모의 육전이 벌어진 봉천 전투에서 승리한데 이어, 5월말 쓰시마 해전에서도 발틱 함대를 무너뜨리는 결정적인 승리를 거두며 육지와 바다에서 러시아 제국의 전쟁 여력을 말살시켰다. 그러나 일본 제국도 막대한 전비 지출로 인해 전쟁을 지속할 수 있는 국력이 한계에 달하고 있었고, 강화의 필요성이 제기되고 있었다. 또한 유리한 강화 조건을 만들기 위해 1905년 7월 사할린 점령까지 하며 러시아 제국을 압박하고 있었다.

## 개요
러일 전쟁에서 시종 우세를 유지하고 있던 일본 제국은 1905년 5월말 쓰시마 해전에서 결정적인 승리를 거두었다. 그러나 1905년 6월, 일본 제국의 국력이 더 이상 전쟁을 지속하기 어렵다고 생각하고, 당시 영국과 프랑스 등 열강과 어깨를 나란히 하는 수준으로 성장해 국제적 권위를 높이려고 했던 미국에게 ‘중립적, 우의적 중재’(외교 문서)를 신청했다. 미국에 중재를 의뢰한 것은 무쓰국 이치노세키번(현재의 이와테현) 출신인 미국 주재 일본 제국 공사 다카히라 고고로였으며, 이후 평화 협상의 행보가 가속화되었다.
강화 회의는 1905년 8월 10일부터 시작되었다. 당초 러시아 제국은 강경 자세를 관철하였으며, "겨우 작은 전투에서 패한 것이며, 러시아 제국은 아직 지지 않았을 뿐이다. 계속 전쟁을 불사하겠다."고 주장하고 있었기 때문에 협상이 결렬되었다. 그러나 일본 제국은 더 이상 전쟁을 지속하는 것이 불가능하다고 판단하고 있었으며, 반드시 이 중재를 성공시키고자 미국이 러시아 제국에 제의하는 형식으로 사태를 수습하려 했다. 결국 러시아 제국은 만주와 조선에서 철수하고, 일본 제국에 사할린 남부를 할양하지만, 전쟁배상금에는 일절 응하지 않는다는 러시아 제국 측의 최소 조건으로 협상을 체결했다. 반면 일본 제국은 어려운 외교적 거래를 통해 간신히 승자로서의 체면을 지켰다.
이 조약에 의해 일본 제국은 남만주 철도와 영지의 조차권, 대한제국에 대한 배타적 지도권 등을 획득했지만, 군비로 쏟아부은 국가 예산 1년치의 약 4배에 달하는 20억 엔을 상쇄시킬 수 있는 전쟁배상금을 얻지는 못했다. 따라서 체결 직후 전시 중에 증세로 궁핍한 생활을 할 수밖에 없었던 국민에 의해 ‘히비야 방화 사건’ 등의 폭동이 일어났다.

## 과정

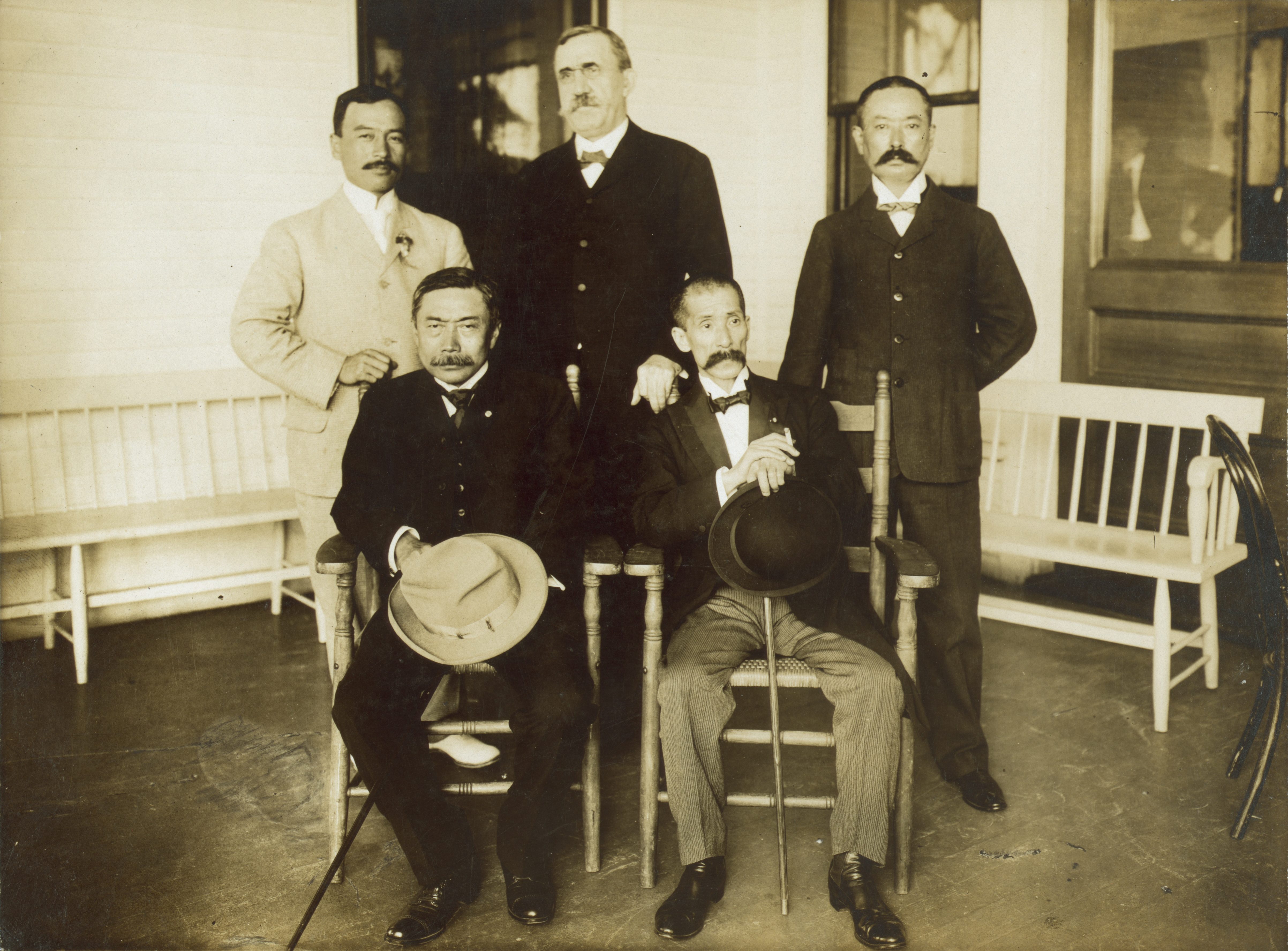
일본의 강화협상단
고무라 주타로（앞줄 오른쪽), 다카히라 고고로（앞줄 왼쪽), 뒤의 수행원 2명 가운데 미국 외교고문 헨리 윌라드 데니슨

1905년 3월, 일본군은 러시아군을 물리치고 봉천(현재의 랴오닝성 선양)을 점령했지만, 전투 능력은 이미 한계선을 넘어섰다. 특히 장기간의 전문 교육을 필요로 하고, 항상 부대의 선두에 빠뜨릴 수 없는 위관급의 장교의 손해가 막심했다. 바닥을 드러내고 있는 무기와 탄약 조달의 보급도 어려운 상황에 처해 있었다. 한편 러시아 제국도 같은 해 1월의 ‘피의 일요일’ 사건 등에서 알 수 있듯이 국내 정세의 혼란과 ‘1905년 러시아 혁명’의 기운이 확산되고 있었다. 또한 러시아군의 잇단 패배로 인한 약화와 일본의 강대화에 대한 열강의 두려움 등이 공존하고 있었고, 러일 강화를 요구하는 국제 여론도 거세지고 있었다.
1905년 5월 27일부터 28일까지 쓰시마 해전에서의 완전한 승리는 일본 제국에게 있어서 강화의 좋은 기회가 되었다. 5월 31일, 고무라 주타로 외무대신은 다카히라 고고로 주미 공사에게 훈령을 보내 중립국 미국의 시어도어 루스벨트 대통령에게 '직접적이고 완전히 단독 발의에 의해' 러일 양국 사이의 강화를 중재하도록 요구하라는 명을 받은 다카히시는 다음날 '중립적, 우의적 중재'를 루즈벨트 대통령에게 요청했다. 루즈벨트 대통령은 러일 전쟁 개전 초기부터 미국은 일본 제국을 지지하며 러시아 제국에 경고를 보내 "일본 제국은 미국을 위해 싸우고 있다."고 공언했으며 미국 유대인 협회 회장이며, 은행가인 제이콥 쉬프와 철도왕 에드워드 해리먼이 앞장서서 일본 제국의 국채를 사서 지원하는 등 미국은 만주, 몽골, 시베리아, 연해주, 조선의 이권 개입을 위해 일본 제국을 지원했다.
미국 대통령의 중재를 얻게 된 다카히시는 고무라 주타로 외무 장관에게 포츠머스는 미국 정부의 직할지로 근교에 포츠머스 해군 조선소가 숙소로 사용하는 호텔도 있고, 러일 양국의 전권 위원은 서로 떨어져 기거할 수 있다고 전했다.
개최지로 러시아 제국은 프랑스 파리를 주장했으며, 일본 제국은 즈푸(현재의 산둥성 옌타이)나 미국 워싱턴 D.C.를, 미국과 영국은 네덜란드 헤이그를 제안했지만, 결국 포츠머스가 개최지로 결정되었다. 포츠머스는 뉴욕 북쪽 약 400km 지점에 위치해 있으며, 군항이자 별장이 늘어서 있는 한적한 피서지이기도 하였으며, 무엇보다 경비가 매우 쉬워 공식 행사장으로 선정된 것이다.

## 주요 내용
1. 러시아 제국은 일본 제국이 조선에서 정치·군사·경제적인 우월권이 있음을 승인하고 또 조선에 대해 지도·보호·감독에 필요한 조치를 취할 수 있음을 승인한다.
2. 러·일 양군은 랴오둥 반도 이외의 만주 지역에서 철수하며 만주에서 청나라의 주권과 기회균등 원칙을 준수한다.
3. 러시아 제국 정부는 청국 정부의 승인을 얻어 랴오둥 반도(뤼순, 다롄) 조차권, 창춘-뤼순 간의 철도, 그 지선, 그리고 이와 관련된 모든 권리와 특권을 일본 제국에 양도한다.
4. 양국은 만주의 철도들을 비군사적인 목적으로 경영한다. 단 랴오둥 반도 지역은 예외로 한다.
5. 일본 제국이 배상금을 청구하지 않는 대신, 북위 50° 이남의 사할린섬, 그 부속도서를 일본 제국에 할양한다. 그러나 이 지역은 비무장 지역으로 하며, 소오야(宗谷), 타타르 해협의 자유 항행을 보장한다.
6. 동해·오호츠크해·베링해의 러시아 제국령 연안의 어업권을 일본인에게 허용한다.

국제 사회는 (1) 조항으로 러시아 제국이 일본 제국의 한국 식민지화를 공인한 것으로 인식했다. 그러나 러시아 제국은 한국에서 일본 제국의 권익을 인정한 것일 뿐, 한국 병합을 용인한 것은 아니라는 태도를 보였다. (2)~(4) 조항은 러시아 제국과 일본 제국이 하얼빈을 경계로 만주를 남북으로 분할한다는 말이 된다.

## 연표
- 1895년 4월 17일 - 시모노세키 조약: 청일 전쟁에서 일본 제국이 승리. 청나라는 조선이 완전한 자주독립국임을 인정. 조선에 대한 일본 제국의 정치·군사·경제적 지배 가능성을 엶.
- 1902년 1월 30일 - 영일 동맹: 영국은 일본 제국이 조선에 대한 특별한 이해관계(지배권)가 있음을 인정.
- 1905년 7월 29일 - 가쓰라-태프트 밀약: 미국은 일본이 조선에 대한 보호권(지배권)을 확립하는 것을 인정.
- 1905년 9월 5일 - 포츠머스 조약: 일본 제국이 승리. 러시아 제국은 일본 제국이 조선에 대한 지배권이 있음을 인정.
- 1905년 11월 17일 - 을사조약: 일본 제국이 대한제국의 외교권을 박탈.
- 1908년 11월 30일 - 루트 다카히라 협정: 가쓰라-태프트 밀약을 일부 구체화시킴.

## 결과 및 영향
일본 제국은 대한제국과 국경을 접한 청나라와 러시아 제국 세력과 전쟁을 벌여 잇달아 승리함으로써 조선에 대한 지배권을 확보하게 되었다. 대한제국은 국력의 부재로 자신의 의지와 상관없이 열강들에 의해 운명이 결정되었고, 그 해 11월 외교권을 박탈당하고(을사늑약), 국가의 운명을 다른 나라에 손에 넘겨주게 된다. 러시아 제국도 일반적 예상을 깨고 러일 전쟁에서 일본 제국에 굴욕적 패배를 당한 후, 러시아 제국에서는 내부적인 불만까지 폭발하여 1917년 러시아 혁명이 발발하였다.

## 같이 보기
- 히비야 공원
- 히비야 방화 사건
- 세르게이 비테
- 로만 로마노비치 로젠
- 아다치 미네이치로
- 오치아이 겐타로
- 고무라 주타로
- 다카히라 고고로
- 루트 다카히라 협정